# 余东镇
余东镇是中华人民共和国江苏省南通市海门区下辖的一个镇。古称凤城，位于海门市区东北20公里。余东镇为第4批中国历史文化名镇。 余东镇境内传统建筑丰富，境内有明代古建筑法光寺。
2012年11月30日，江苏省人民政府批复同意撤销余东镇、树勋镇，将原两镇所辖区域合并，设立新的余东镇，镇政府驻原余东镇创业路1号。

## 行政区划
余东镇下辖以下村级行政区划单位：
启凤街社区、长圩村、宛平村、庄烈村、余南村、戴青山村、木桩港村、殷忠村、新宇村、勋兴路社区、和平村、八一村、旭宏村、凤凰村、新北村、新河村、新富村、启勇村和富民村。